# NGC 6568
NGC 6568 (również OCL 28 lub ESO 590-SC6) – gromada otwarta znajdująca się w gwiazdozbiorze Strzelca. Odkrył ją William Herschel 26 maja 1786 roku. Jest położona w odległości ok. 3,3 tys. lat świetlnych od Słońca.